# Xenolimosina glabrigena
Xenolimosina glabrigena är en tvåvingeart som beskrevs av Marshall 1999. Xenolimosina glabrigena ingår i släktet Xenolimosina och familjen hoppflugor.
Artens utbredningsområde är Florida. Inga underarter finns listade i Catalogue of Life.